# Meinhard II van Gorizia
Meinhard II van Gorizia bijgenaamd de Oudere (circa 1160 - 1231) was van 1191 tot 1231 graaf van Gorizia, van 1191 tot 1220 samen met zijn broer Engelbert III en van 1220 tot 1231 alleen. Hij behoorde tot het huis Gorizia.

## Levensloop
Hij was de tweede zoon van graaf Engelbert II van Gorizia en zijn gemalin Adelheid, dochter van graaf Otto I van Scheyern-Dachau-Valley. In 1191 volgde hij zijn samen met zijn oudere broer Engelbert III zijn vader op als graaf van Gorizia. Tijdens zijn regeerperiode kreeg Meinhard II ook de titel van voogd van Aquileia. 
Meinhard nam ook deel aan de kruistocht van 1197 die door keizer Hendrik VI van het Heilige Roomse Rijk gelanceerd was. Tijdens deze kruistocht was hij in 1198 een getuige van de dood van hertog Frederik I van Oostenrijk, een goede vriend van hem die in Akko aan een ziekte was bezweken. 
Na de dood van zijn oudere broer Engelbert II werd hij in 1220 de enige graaf van Gorizia. Meinhard overleed in 1231, waarna zijn neef Meinhard III hem opvolgde als graaf van Gorizia. In 1253 werd die ook graaf van Tirol.

## Huwelijken en nakomelingen
Meinhard II huwde driemaal: eerst met Cunigunde, een dochter van graaf Koenraad I van Peilstein, dan met een zekere Adelheid, over wie haast niets is geweten en daarna met een dochter van graaf Hendrik I van Tirol. 
Uit zijn drie huwelijken kreeg Meinhard verschillende kinderen, maar geen enkele van hen overleefde de kindertijd. Hierdoor had bij zijn dood geen nakomelingen meer.